# Mopsella aurantia
Mopsella aurantia är en korallart som först beskrevs av Eugen Johann Christoph Esper 1798.  Mopsella aurantia ingår i släktet Mopsella och familjen Melithaeidae. Inga underarter finns listade i Catalogue of Life.